# Winong (Gemarang)
Winong is een bestuurslaag in het regentschap Madiun van de provincie Oost-Java, Indonesië. Winong telt 5350 inwoners (volkstelling 2010).